# أسبوع سلامة الأطفال
يبدأ الاحتفال بأسبوع سلامة الأطفال المسافرين في الأسبوع الثالث من شهر سبتمبر كجزء من فعاليات الاحتفال بشهر سلامة الأطفال في الولايات المتحدة.
الهدف من أسبوع سلامة الأطفال هو التأكد من أن كل طفل في مقعد السلامة المناسب له، وأنه مسجل ومثبت ومستخدم وأنه مسجل لدى شركة المصنعه لضمان حصول الوالدين ومقدمي الرعاية على عدم وجود سلامة هامة. ويبدأ اسبوع سلامه الأطفال بيوم تقدير فني لسلامة الراكب (cpst ) ويختتم بفحص المقعد الوطني. و(cpst)، ومصنعي مقاعد السلامة الأطفال. والمنظمات غير الربحية والحكوميه تشارك مشورة السلامة. وإجراء فحوصات المقاعد، وتوفير فرص تعليميه للمجتمع، والتعاون بشكل عام للوقاية من إصابة الأطفال أو موتهم.